# ワン・アフター・909
「ワン・アフター・909」（One After 909）は、ビートルズの楽曲である。1970年に発売された12作目のイギリス盤公式オリジナル・アルバム『レット・イット・ビー』に収録された。レノン＝マッカートニー名義となっているが、ジョン・レノンによって書かれた楽曲。1960年春までに書かれた楽曲で、レノン＝マッカートニーの初期の作品の1つとなっている。
1969年1月30日に行なわれたルーフトップ・コンサートで演奏された楽曲の1つで、アルバムおよび映画『レット・イット・ビー』には同ライブでの演奏が収録された。

## 背景
本作についてレノンは、1980年の『プレイボーイ』誌のインタビューで「17歳くらいの頃に書いた曲。僕はニューキャッスル通りの9番地に住んでいて、10月9日に生まれ…。9という数字には縁があるんだ。6か3だったとしても、それは9の一部だ」と語っている。ポール・マッカートニーは、映画『レット・イット・ビー』の中で「僕らの最初の曲だよ。毎日学校から帰ると、僕らは座って曲を書いていた。『ラヴ・ミー・ドゥ』とか『トゥー・バッド・アバウト・ソローズ』とか100曲くらいね。荒削りだったからレコーディングはしなかったけど、いい曲ばかりさ。『ワン・アフター・909』もその一つだ。歌詞は好きじゃなかったけどね」と語っている。
1960年に「ワン・アフター・909」のホーム・レコーディング（未発表）が作成されており、マッカートニーは「ときどきテープ・レコーダーを借りることがあってね。小さな緑の目がついたグルンディッヒだった。それで、僕の家に集まって、ちょっとしたレコーディングにトライしていた」と振り返っている。なお、1958年にクオリーメンが「ザットル・ビー・ザ・デイ」や「イン・スパイト・オブ・オール・ザ・デインジャー」のレコーディングを行なった際に、本作も録音されたという説も存在するが、それを裏づける音源は発見されていない。
レノンはアップル・スタジオでのセッション時に、1963年末にローリング・ストーンズに本作を売り込んでいたことを明かしている。

## レコーディング・リリース
「ワン・アフター・909」は、1963年3月5日のセッションで「フロム・ミー・トゥ・ユー」や「サンキュー・ガール」とともにレコーディングされたが、仕上がりに不満を持ったことにより、この時点では没となった。その後6年にわたって本作は棚上げされたままとなっていた。1995年に発売された『ザ・ビートルズ・アンソロジー1』には、1963年3月5日のセッションで録音したテイク3、4、5の一部とスタジオでの会話を組み合わせた音源が収録された。
1969年1月28日にアップル・スタジオで行なわれたセッションで取り上げられ、同日のセッションでは4テイク録音された。同月30日にアップル・コアの屋上で行なわれたルーフトップ・コンサートで演奏され、アルバム『レット・イット・ビー』や同名の映画には同ライブでの演奏が収録され、2003年に発売された『レット・イット・ビー...ネイキッド』にもルーフトップ・コンサートでのライブ音源が収録された。2021年に発売された『レット・イット・ビー (スペシャル・エディション) 〈スーパー・デラックス〉』のディスク2にはテイク3が収録された。
なお、『レット・イット・ビー』の元となったアルバム『ゲット・バック』には、オープニング・トラックとしてルーフトップ・コンサートでのライブ音源が収録されている。同作に収録されているアレンジは、『レット・イット・ビー』に収録されているテイクと同じであるが、冒頭にビリー・プレストンのエレクトリックピアノの音が入っており、レノンとマッカートニーのボーカルが左右に分かれて聞こえるなどの違いがあるほか、曲の最後にレノンの「I'd like to say thank you on behalf of the group and ourselves, I hope we passed the audition.…（グループを代表し「ありがとう」を申し上げます、オーディションに通ると良いんですが）」という締めの言葉が加えられている。

## クレジット
1963年3月5日のセッション
- ジョン・レノン - ボーカル、リズムギター、ハーモニカ
- ポール・マッカートニー - ハーモニー・ボーカル、ベースギター
- ジョージ・ハリスン - リードギター
- リンゴ・スター - ドラム

1969年1月30日（ルーフトップ・コンサート）
- ジョン・レノン - ボーカル、リズムギター
- ポール・マッカートニー - ハーモニー・ボーカル、ベースギター
- ジョージ・ハリスン - リードギター
- リンゴ・スター - ドラム
- ビリー・プレストン - エレクトリックピアノ

## カバー・バージョン
- ヘレン・レディ - 1978年に発売されたアルバム『We'll Sing in the Sunshine』に収録[16]。
- スミザリーンズ（英語版） - 1991年に発売されたシングル『Top of the Pops』に収録[17]。
- ウィリー・ネルソン - 1995年に発売されたトリビュート・アルバム『Come Together: America Salutes the Beatles』に収録[18]。